# Rhyacophila terpsichore
Rhyacophila terpsichore är en nattsländeart som beskrevs av Malicky 1976. Rhyacophila terpsichore ingår i släktet Rhyacophila och familjen rovnattsländor. Inga underarter finns listade i Catalogue of Life.